# Chemin de Diependelle

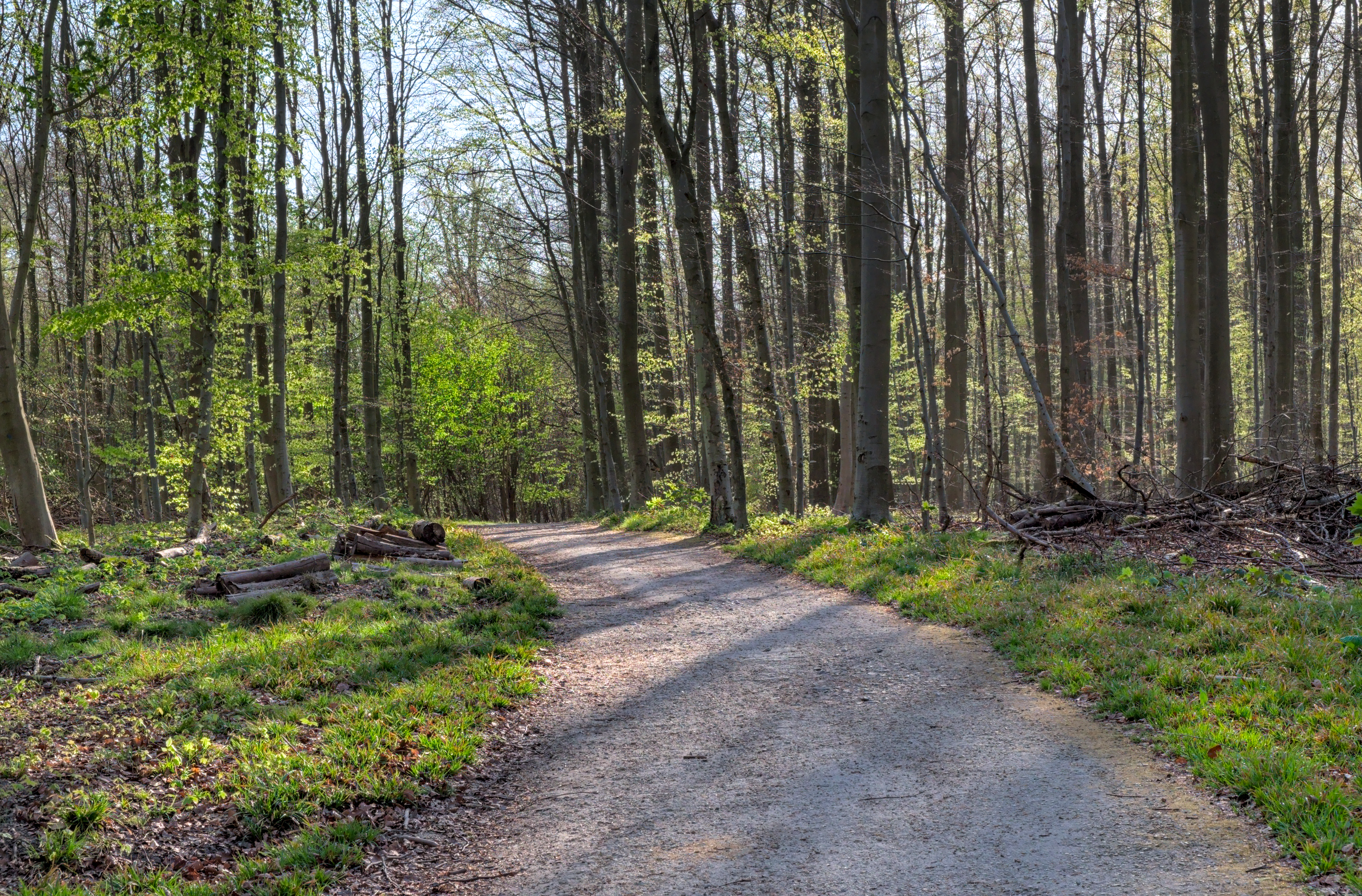
Chemin de Diependelle

Le chemin de Diependelle est un chemin forestier bruxellois de la commune d'Auderghem et de Watermael-Boitsfort en Forêt de Soignes qui prolonge le chemin des Faisans à son croisement avec la drève de Blankendelle pour rallier la drève du Comte de Flandre.